# Anti-Annexatie Comité
Het Anti-Annexatie Comité bestreed de visie en eisen van de Engelse en Belgische regering, die na de Eerste Wereldoorlog (1914-18) meenden dat het zwaar getroffen België een herstelbetaling van Nederland verdiende, omdat Nederland weliswaar officieel neutraal was gebleven, maar feitelijk pro-Duits was geweest. Nederland zou economisch hebben geprofiteerd van de oorlog en de Duitsers bevoordeeld hebben. Als herstelbetaling zou een groot deel van Nederlands-Limburg en geheel Zeeuws-Vlaanderen aan België moeten toevallen bij de vredesbesprekingen in Versailles.
Koningin Wilhelmina voerde het verzet tegen deze buitenlandse annexatie aan en sprak over ' het amputeren van een pink ', waarbij de gehele hand verminkt blijft. De voormalige Rijkscommissaris voor het Belgische Vluchtelingenprobleem in Zeeuws-Vlaanderen, dominee Jacob Pattist uit Aardenburg, werd aangezocht door de Majesteit om de Nederlandse vaderlandslievendheid in Zeeuws-Vlaanderen te bevorderen en tevens verzet tegen de Belgische annexatieplannen te organiseren. Daartoe richtte Pattist met een aantal Zeeuws-Vlaamse notabelen het Anti-Annexatie Comité op, dat tot 1930 bleef bestaan.
Pattist schreef het Zeeuws-Vlaams Volkslied (met als refrein: Van d' Ee tot Hontenisse, van Hulst tot aan Cadzand; dat was hun eigen landje, maar deel van Nederland!), organiseerde Oranjefeesten, mobiliseerde de notabelen en daarmee de bevolking als totaliteit, bevorderde de regionale folklore en regelde dat de Koninklijke Familie de daarop volgende jaren opvallend vaak de regio bezocht.
Daarnaast werd een filmdocumentaire gemaakt om de buitenlandse aanspraken tegen te houden. Vertoning van de documentaire in het buitenland zou via de Nederlandse ambassades bevorderd moeten worden. Voor zover bekend zijn geen kopieën van deze vroege vorm van Nederlandse overheids-propaganda bewaard gebleven.
PUBLICATIES
- W.C.J.A. de Coninck, Van d’Ee tot Hontenisse; de mobilisatie van de Zeeuws-Vlamingen door een vaderlandslievende predikant uit Aardenburg, in: Archief KZGW 2003, 79-100.